# Kalanchoe peltata
Kalanchoe peltata és una espècie de planta suculenta del gènere Kalanchoe, que pertany a la família Crassulaceae.

## Descripció
És una planta perenne, totalment glabra, d'1 a 2 m d'alçada.
Les tiges són generalment simples, esveltes, erectes, procumbents o decumbents.
Les fulles són peciolades, peltades, pecíols prims, units per sobre de la base de la làmina, subamplexicaule, de 2 a 10 cm; làmina ovada a triangular, de 3 a 12 cm de llarg i de 2,5 a 7 cm d'ample, de vegades amb taques negroses, punta obtusa, base arrodonida, marges vagament crenats a irregularment sinuats-dentats.
Les inflorescències en panícules corimbiformes laxes, de 4 a 16 cm d'amplada, pedicels filiformes, de 0,6 a 4 cm.
Les flors pèndules; calze campanulat, de color verd pàl·lid; tub de 2 a 4,5 mm; sèpals ovats a orbiculars, de 2 a 4 mm; corol·la de color blanquinós, rosa, rosa-groc, groc-verdós o vermell brillant; tub tubular-campanulat a urceolat, de 22 a 32 mm; pètals ovats a orbiculars, de 6 a 10 mm de llar i d'uns 6 mm d'ample.

## Distribució
Planta endèmica de Madagascar central i central-oriental. Criex en boscos caducifolis i plujosos, roques ombrívoles i humides, a 1600 m d'altitud.

## Taxonomia
Kalanchoe peltata va ser descrita per Henri Ernest Baillon (Baill.) i publicada al Bulletin Mensuel de la Société Linnéenne de Paris. 468. 1885.

### Etimologia
Kalanchoe: és un nom genèric que deriva de la paraula cantonesa kalan chauhuy, 伽藍菜 que significa 'allò que cau i creix'.
peltata: és un epítet llatí que significa 'que porta escut' i que fa referència a la fixació del pecíol a la fulla, de forma peltada.

### Sinonímia
- Kitchingia peltata – Baker (1883) / Bryophyllum peltatum  (Baker) Hort. ZSS (s.a.)
- Kalanchoe stapfii – Hamet & H.Perrier (1915) / Kalanchoe peltata var. stapfii  (Hamet & H.Perrier) H.Perrier (1928) / Kitchingia peltata var. stapfii  (Hamet & H.Perrier) A.Berger (1930)
- Kalanchoe mandrakensis – H.Perrier (1922) / Kitchingia mandrakensis  (H.Perrier) A. Berger (1930) / Kalanchoe peltata var. mandrakensis  (H.Perrier) Boiteau & Mannoni (1948)
- Kalanchoe peltata var. typica – Boiteau & Mannoni (1948)